# Dicliptera uraiensis
Dicliptera uraiensis là một loài thực vật có hoa trong họ Ô rô. Loài này được Hayata mô tả khoa học đầu tiên năm 1920.